# Сульфат рубидия
Сульфат рубидия — неорганическое соединение, соль рубидия и серной кислоты с химической формулой Rb2SO4.

## Получение
- Сульфат рубидия получают действием разбавленной серной кислоты на металлический рубидий, его оксид, гидроксид или карбонат:

{\displaystyle {\mathsf {8\ Rb+6\ H_{2}SO_{4}\ {\xrightarrow {\ }}\ 4\ Rb_{2}SO_{4}+SO_{2}+S\downarrow +6\ H_{2}O}}}
{\displaystyle {\mathsf {Rb_{2}O+H_{2}SO_{4}\ {\xrightarrow {\ }}\ Rb_{2}SO_{4}+H_{2}O}}}
{\displaystyle {\mathsf {2\ RbOH+H_{2}SO_{4}\ {\xrightarrow {\ }}\ Rb_{2}SO_{4}+2\ H_{2}O}}}
{\displaystyle {\mathsf {Rb_{2}CO_{3}+H_{2}SO_{4}\ {\xrightarrow {\ }}\ Rb_{2}SO_{4}+CO_{2}\uparrow +2\ H_{2}O}}}
- Также сульфат рубидия можно получить обменными реакциями:

{\displaystyle {\mathsf {2\ RbCl+H_{2}SO_{4}\ {\xrightarrow {100^{o}C}}\ Rb_{2}SO_{4}+2\ HCl\uparrow }}}
{\displaystyle {\mathsf {RbCl+RbHSO_{4}\ {\xrightarrow {500^{o}C}}\ Rb_{2}SO_{4}+HCl\uparrow }}}
- Окисление сульфида рубидия:

{\displaystyle {\mathsf {Rb_{2}S+2\ O_{2}\ {\xrightarrow {500^{o}C}}\ Rb_{2}SO_{4}}}}

## Физические свойства
Сульфат рубидия образует бесцветные кристаллы, ромбическая сингония (a = 0,781 нм, b = 1,043 нм, c = 0,597 нм, Z = 4.
При температуре выше 658 °C переходит в гексагональную модификацию.
При температуре 1400 °C начинает заметно возгоняться без изменения состава.
Хорошо растворим в воде, не подвергается гидролизу.

## Химические свойства
- Как соль двухосновной кислоты образует кислые соли:

{\displaystyle {\mathsf {Rb_{2}SO_{4}+H_{2}SO_{4}\ \rightleftarrows \ 2RbHSO_{4}}}}
- Как все сульфаты взаимодействует с растворимыми соединениями бария:

{\displaystyle {\mathsf {Rb_{2}SO_{4}+BaCl_{2}\ {\xrightarrow {\ }}\ 2RbCl+BaSO_{4}\downarrow }}}
- Восстанавливается до сульфида:

{\displaystyle {\mathsf {Rb_{2}SO_{4}+4\ H_{2}\ {\xrightarrow {700^{o}C}}\ Rb_{2}S+4\ H_{2}O}}}
{\displaystyle {\mathsf {3\ Rb_{2}SO_{4}+8\ NH_{3}\ \xrightarrow {700^{o}C} \ 3\ Rb_{2}S+4\ N_{2}+12\ H_{2}O}}}
- С некоторыми сульфатами образует квасцы:

{\displaystyle {\mathsf {Rb_{2}SO_{4}+Al_{2}(SO_{4})_{3}+12\ H_{2}O\ {\xrightarrow {\ }}\ 2\ RbAl(SO_{4})_{2}\cdot 12H_{2}O\downarrow }}}

## Применение
- Производство катализаторов для неорганического синтеза.